# Les Hommes marqués
Pour les articles homonymes, voir Marked Men (film, 1940) et Marked Men (film, 2025).
Pour plus de détails, voir Fiche technique et Distribution.
Les Hommes marqués (titre original : Marked Men) est un film muet américain réalisé par John Ford, sorti en 1919.

## Synopsis
Harry, Tony et Tom s'évadent de prison et se retrouvent dans la ville de Trade Rat, où Harry tombe amoureux de Ruby Merril. Après avoir volé la banque locale, les trois hommes partent dans le désert, où ils tombent sur une femme et son nouveau-né. La mère, mourante, leur demande d'être les parrains du bébé. Tony et Tom meurent en route, mais Harry marche, péniblement, jusqu'à ce qu'il atteigne la ville la plus proche, où Ruby et le shérif l'attendent. Lorsque le shérif découvre que la mère de l'enfant est en fait sa propre sœur, il obtient la grâce du gouverneur, permettant ainsi à Harry et Ruby, et au bébé, de vivre ensemble paisiblement.

## Fiche technique
- Titre original : Marked Men
- Titre français : Les Hommes marqués
- Réalisation : John Ford (crédité Jack Ford)
- Scénario : H. Tipton Steck, d'après la nouvelle The Three Godfathers de Peter Bernard Kyne
- Photographie : John W. Brown
- Montage : Frank Lawrence, Frank Atkinson
- Producteur : Pat Powers
- Société de production : The Universal Film Manufacturing Company
- Société de distribution : The Universal Film Manufacturing Company
- Pays de production :  États-Unis
- Langue : anglais
- Format : Noir et blanc — 35 mm — 1,33:1 — Film muet
- Genre : Western
- Durée : 50 minutes[1]
- Date de sortie : 
  - États-Unis : 21 décembre 1919

## Distribution
- Harry Carey : Cheyenne Harry
- J. Farrell MacDonald : Tom "Placer" McGraw
- Joe Harris : Tom Gibbons
- Ted Brooks : Tony Garcia
- Winifred Westover : Ruby Merril
- Charles Lemoyne : le Shérif Cushing
- David Kirby : le gardien "Bruiser" Kelly
- Tom Gribbon

## Autour du film
- Ce film est considéré comme perdu selon Silent Era.
- Ce film est un remake du film The Three Godfathers, réalisé par Edward J. Le Saint en 1916, avec le même acteur principal, Harry Carey
- John Ford en a réalisé lui-même un remake en 1948 : Le Fils du désert (Three Godfathers), avec John Wayne